# Jan Dus
Jan Dus, někdy též Jan Zeno Dus, (* 19. července 1931 Náchod) je český evangelický teolog a farář Českobratrské církve evangelické (ČCE). Působil ve sborech v Chotiněvsi a Chrástu. Na počátku října 1978 podepsal Chartu 77. V letech 1986 a 1987 byl československým politickým vězněm.

## Život
Roku 1950 maturoval na reálném gymnáziu v Kutné Hoře. Poté pokračoval ve studiích na Komenského bohoslovecké fakultě v Praze. Protože roku 1953 nedostal odklad povinné vojenské služby, musel vysokoškolská studia přerušit a vrátil se k nim až po dvou letech na vojně, v roce 1955. Univerzitní vzdělání úspěšně zakončil složením státní závěrečné zkoušky toku 1957. Od 1. srpna toho roku se stal vikářem ve sboru v Chotiněvsi a od 29. října 1961 farářem tamtéž. Krátce po nástupu do chotiněveského sboru se oženil s Annou Říčanovou, dcerou církevního historika Rudolfa Říčana.
Dne 15. října 1964 mu však byl odebrán státní souhlas a od následujícího dne až do konce června 1966 působil mimo církevní službu. V té době Duse zaměstnal národní podnik Benzina a pracoval u něj coby čerpadlář na stanicích pohonných hmot postupně v Úštěku, poté v Terezíně a nakonec v Litoměřicích.
Následně se od 1. července 1966 mohl vrátit ke kazatelské službě a stal se farářem ve sboru v Chrástu u Plzně. V období od podzimu 1969 až do léta 1970 absolvoval studijní pobyt v Basileji na tamní teologické fakultě. Na chrásteckém sboru vydržel do 4. února 1972, kdy mu byl opětovně odebrán státní souhlas. Od května 1972 tak byl jako dělník zaměstnán v cihelně v Chrástu a po půl roce přešel ve stejném podniku na místo skladníka elektromateriálu. Protože se však do chrásteckého sboru chystal nastoupit nový kazatel Daniel Matějka, přestěhoval se Dus se svojí manželkou a jejich čtyřmi dětmi do Libiše, kde se Dusova manželka stala kostelnicí v tamním evangelickém sboru, k čemuž dostala služební byt, a zároveň se stala zdravotní sestrou. Duse od března 1974 zaměstnal národní podnik Továrna dětských vozidel Mělník na pozici topiče. Dne 8. října 1979 podepsal Chartu 77.
Řadil se k výrazným kritikům Českobratrské církve evangelické, které vyčítal – dle svého mínění – výraznou podřízenost světské komunistické moci. Dopisy intervenoval ve prospěch vězněných Jana Šimsy a Jana Litomiského. Obrátil se na Světovou radu církví se žádostí, aby se zasadila o rychlejší činnost československých orgánů ve prospěch uvězněných. Na jaře 1986 navíc psal prokuratuře a československému prezidentovi Gustávu Husákovi kvůli zatčení Heřmana Chromého. V reakci na to Duse navštívila 20. května 1986 v ranních hodinách v jeho bytě skupina šesti příslušníků státní bezpečnosti (StB) vedená nadporučíkem JUDr. Vojákem a Duse obvinili z trestného činu poškozování zájmu republiky v cizině podle § 112 trestního zákona. Spolu s tím provedli příslušníci bezpečnosti domovní prohlídku, se kterou skončili až v ranních hodinách následujícího dne. Zabavili při ní 378 písemných položek.
S týdenním odstupem se Dusova manželka Anna dozvěděla o rozhodnutí prokurátora vzít jejího chotě do vazby. V ní setrval až do června 1987. Po tu dobu pomáhal svým spoluvězňům vhodně sestavovat dopisy či nalézat argumenty pro jejich obhajobu. Když se vrátil z vazby, k duchovenské službě ve sboru se již nevrátil. Po sametové revoluci roku 1989 se angažuje v dobrovolnickém Hnutí křesťanů za odstranění mučení a trestu smrti (ACAT). I nadále se zapojuje do veřejného dění, když například aktivně vystupoval v diskuzi předcházející obnovení Mariánského sloupu na pražském Staroměstském náměstí.

## Rodina
S manželkou Annou má Dus celkem čtyři děti, a sice dvě dcery a stejný počet synů. Nejstarší z nich je Monika narozená roku 1958. O dva roky později (1960) se jim narodila dvojčata Anna a Michael. Nejmladším ze čtveřice Dusových potomků je pozdější biblista Jan narozený roku 1966.